# Стјуарт Мејнор (Њујорк)
Стјуарт Мејнор (енгл. Stewart Manor) град је у америчкој савезној држави Њујорк.

## Демографија
По попису из 2010. године број становника је 1.896, што је 39 (-2,0%) становника мање него 2000. године.
| Група             | 2000.         | 2010.         |
| Белци             | 1.765 (91,2%) | 1.646 (86,8%) |
| Афроамериканци    | 34 (1,8%)     | 47 (2,5%)     |
| Азијати           | 37 (1,9%)     | 91 (4,8%)     |
| Хиспаноамериканци | 78 (4,0%)     | 94 (5,0%)     |
| Укупно            | 1.935         | 1.896         |